# نانسی کانویشر
نانسی گیل کانویشر FBA (انگلیسی: Nancy Kanwisher؛ زادهٔ ۱۹۵۸ (۶۶–۶۷ سال)) او استاد والتر ای. روزنبلیت در رشته علوم اعصاب شناختی در گروه علوم مغز و شناختیِ مؤسسه فناوری ماساچوست (MIT) و پژوهشگر در مؤسسه تحقیقات مغز مک‌گاورن است. تحقیقات او بر روی مکانیسم‌های عصبی و شناختیِ درک بینایی و شناخت در انسان متمرکز است.

## پیشینه تحصیلی
نانسی کانویشر لیسانس خود را در زیست‌شناسی از MIT در سال ۱۹۸۰ و دکترای خود را در رشته مغز و علوم شناختی را نیز از MIT در سال ۱۹۸۶ دریافت کرد. پس از اخذ دکترای خود به همراه مری سی پاتر، کار فوق دکتری را با آن تریزمن در دانشگاه بارکلی انجام داد. قبل از بازگشت به MIT به عنوان عضو هیئت علمی در سال ۱۹۹۷ در بخش مغز و علوم شناختی، کانویشر به عنوان عضو هیئت علمی در دانشگاه UCLA و دانشگاه هاروارد خدمت می‌کرد.
کانویشر عضو و سردبیر مجلاتی در زمینه‌های علوم شناختی، از جمله شناخت، دیدگاه فعلی در نوروبیولوژی، مجله علوم اعصاب، گرایش‌ها در علوم شناختی، و روان‌شناسی اعصاب شناختی است. او همچنین دربارهٔ موضوعات دیگری از جمله مقاله ای در هافینگتون پست و مجموعه مقالات آکادمی ملی علوم در سال ۲۰۱۰ همچون درگیری اسرائیل و فلسطین دست به چاپ زده است.
کانویشر یک بار سر خود را در حین تدریس یک سخنرانی در مورد آناتومی عصبی تراشید تا به مناطق عملکردی مغز اشاره کند تا دانش آموزانش بتوانند مفاهیم را تجسم کنند.

## دستاوردها و جوایز
کانویشر برای تلاش‌های آکادمیک خود جوایز متعددی دریافت کرده است.
او در سال ۱۹۹۹ جایزه تحقیقاتی ترولند آکادمی ملی علوم را دریافت کرد که به دلیل موفقیت در تحقیقات مربوط به روابط آگاهی و دنیای فیزیکی اعطا شد. او جایزه همکار دانشکده مکویکارد را در سال 2002 و جایزه پیشگام مدیر مؤسسه ملی سلامت در سال ۲۰۱۶ دریافت کرد. در ژانویه ۲۰۲۱، دکترای افتخاری از دانشگاه یورک انگلستان به او اعطا شد. او در سال ۲۰۰۲ برنده جایزه NAS در علوم اعصاب و در سال ۲۰۲۳ برنده جایزه ژان نیکود شد. در سال ۲۰۲۴، کانویشر یکی از سه دریافت کننده جایزه کاولی در علوم اعصاب به دلیل کشف یک سیستم بسیار محلی و تخصصی برای نمایش چهره در نئوکورتکس انسان و پستانداران غیرانسانی بود. همچنین در سال ۲۰۲۴، جایزه روزنستیل از دانشگاه برندیس به او اعطا شد.
کانویشر مؤسسه تحقیقات مغز مک گاورن را در MIT تأسیس کرد و پروفسورِ والتر ای. روزنبلیت در گروه علوم مغز و شناختی است. او به عنوان عضو آکادمی ملی علوم (از سال ۲۰۰۵)، آکادمی هنر و علوم آمریکا (از سال ۲۰۰۹)، و دریافت کمک هزینه تحصیلی بنیاد مک آرتور در صلح و امنیت بین‌المللی (۱۹۸۶) شد. در ژوئیه ۲۰۱۷، کانویشر به عنوان عضو مسئول آکادمی بریتانیا (FBA)، آکادمی ملی بریتانیا برای علوم انسانی و علوم اجتماعی انتخاب شد.

## پژوهش‌ها
کانویشر در رشته روان‌شناسی شناختی نیز فعالیت داشته و در حال بررسی نحوه عملکرد ذهن با مشاهده رفتار بیرونی آن است. او با کشف و توصیف ناحیه صورت دوکی شکل (FFA) در مغز انسان، منطقه ای که به نظر می‌رسد عملکرد آن تشخیص تمایزات دقیق بین اشیاء شناخته شده و به ویژه چهره‌ها باشد، شناخته شده است. او همچنین منطقه مکانی پاراهیپوکامپ (PPA), منطقه ای از مغز را که صحنه‌های محیطی را تشخیص می‌دهد، کشف کرد. این دو اکتشاف در حال حاضر به‌طور گسترده در زمینه شناختی مورد بحث قرار می‌گیرند و یک استاندارد طلایی برای وضوح در جستجوی مفاهیم اولیه شناخت انسان ارائه می‌دهند. او در تحقیقات خود از روش‌های MRI عملکردی، رفتاری و تحریک مغناطیسی ترانس کرانیال و همچنین از ECOG برای مطالعه استماع، پردازش زبان و ادراک اجتماعی استفاده می‌کند. کانویشر در سال ۲۰۱۴ یک سخنرانی در TED با عنوان «پرتره عصبی ذهن انسان» ارائه کرد.